# Ksienija Makarowa
Ksienija Olegowna Makarowa, ros. Ксения Олеговна Макарова (ur. 20 grudnia 1992 w Petersburgu) – rosyjsko-amerykańska łyżwiarka figurowa, startująca w konkurencji solistek. Uczestniczka igrzysk olimpijskich (2010), uczestniczka mistrzostw świata i Europy, medalistka zawodów międzynarodowych, mistrzyni Rosji (2010).
Jej rodzicami są trenerzy, a wcześniej łyżwiarze figurowi, brązowi medaliści igrzysk olimpijskich 1984 w parach sportowych, Łarisa Sielezniowa i Oleg Makarow. W 2001 roku ich rodzina przeniosła się z Rosji do Nowego Jorku. Ma młodszego brata Aleksieja. 16 sierpnia 2013 roku Makarowa i jej rodzice zostali obywatelami Stanów Zjednoczonych. Mówi biegle po rosyjsku i angielsku.
Zakończyła karierę sportową w 2013 roku z powodu kontuzji, po 8-miesięcznej przerwie która wykluczyła ją z przygotowań do kolejnych igrzysk. Podjęła studia i zaczęła uczyć dzieci łyżwiarstwa figurowego.

## Osiągnięcia

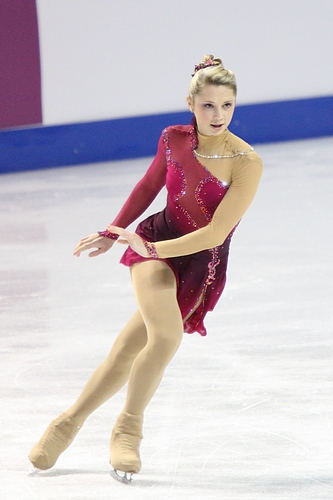
Makarowa na Skate Canada International 2010

| Zawody                                | 07–08          | 08–09          | 09–10          | 10–11          | 11–12          | 12–13          |                |                |                |                |                |                |                |                |                |                |                |
| Międzynarodowe                        | Międzynarodowe | Międzynarodowe | Międzynarodowe | Międzynarodowe | Międzynarodowe | Międzynarodowe | Międzynarodowe | Międzynarodowe | Międzynarodowe | Międzynarodowe | Międzynarodowe | Międzynarodowe | Międzynarodowe | Międzynarodowe | Międzynarodowe | Międzynarodowe | Międzynarodowe |
| ------------------------------------- | -------------- | -------------- | -------------- | -------------- | -------------- | -------------- | -------------- | -------------- | -------------- | -------------- | -------------- | -------------- | -------------- | -------------- | -------------- | -------------- | -------------- |
| Igrzyska olimpijskie                  |                |                | 10             |                |                |                |                |                |                |                |                |                |                |                |                |                |                |
| Mistrzostwa świata                    |                |                | 8              | 7              | 9              |                |                |                |                |                |                |                |                |                |                |                |                |
| Mistrzostwa Europy                    |                |                | 9              | 4              | 6              |                |                |                |                |                |                |                |                |                |                |                |                |
| GP Cup of China                       |                |                |                |                | 7              |                |                |                |                |                |                |                |                |                |                |                |                |
| GP NHK Trophy                         |                |                |                |                |                | 7              |                |                |                |                |                |                |                |                |                |                |                |
| GP Rostelecom Cup                     |                |                |                | 7              |                |                |                |                |                |                |                |                |                |                |                |                |                |
| GP Skate America                      |                |                |                |                | 5              |                |                |                |                |                |                |                |                |                |                |                |                |
| GP Skate Canada International         |                |                |                | 2              |                | 6              |                |                |                |                |                |                |                |                |                |                |                |
| Finlandia Trophy                      |                |                |                | 4              |                |                |                |                |                |                |                |                |                |                |                |                |                |
| International Cup of Nice             |                |                | 1              |                |                |                |                |                |                |                |                |                |                |                |                |                |                |
| Międzynarodowe: Kategorie młodzieżowe |                |                |                |                |                |                |                |                |                |                |                |                |                |                |                |                |                |
| JGP Finał                             |                |                | 4              |                |                |                |                |                |                |                |                |                |                |                |                |                |                |
| JGP na Białorusi                      |                |                | 3              |                |                |                |                |                |                |                |                |                |                |                |                |                |                |
| JGP w Hiszpanii                       |                | 4              |                |                |                |                |                |                |                |                |                |                |                |                |                |                |                |
| JGP w Stanach Zjednoczonych           |                |                | 2              |                |                |                |                |                |                |                |                |                |                |                |                |                |                |
| JGP w Wielkiej Brytanii               |                | 4              |                |                |                |                |                |                |                |                |                |                |                |                |                |                |                |
| Krajowe                               |                |                |                |                |                |                |                |                |                |                |                |                |                |                |                |                |                |
| Mistrzostwa Rosji                     | 4 J            | 5 J            | 1              | 5              | 4              | 8              |                |                |                |                |                |                |                |                |                |                |                |